# Юнацька збірна Оману з футболу (U-17)
Юнацька збірна Оману з футболу (U-17) — національна футбольна збірна Оману, що складається із гравців віком до 17 років. Керівництво командою здійснює Федерація футболу Оману.
Головним континентальним турніром для команди є Юнацький кубок Азії, який з 2008 року розігрується серед команд з віковим обмеженням до 16 років, і успішний виступ на якому дозволяє отримати путівку на Чемпіонат світу (U-17). Також може брати участь у товариських і регіональних змаганнях.
Протягом 1980-х років брала участь у відбіркових турнірах на світову першість у форматі U-16.

## Виступи на міжнародних турнірах

### Чемпіонат світу (U-17)
| Господар / Рік | Раунд              |
| -------------- | ------------------ |
| 1985           | не кваліфікувалася |
| 1987           | не кваліфікувалася |
| 1989           | не кваліфікувалася |
| 1991           | не кваліфікувалася |
| 1993           | не кваліфікувалася |
| 1995           | четверте місце     |
| 1997           | чвертьфінали       |
| 1999           | не кваліфікувалася |
| 2001           | груповий етап      |
| 2003           | не кваліфікувалася |
| 2005           | не кваліфікувалася |
| 2007           | не кваліфікувалася |
| 2009           | не кваліфікувалася |
| 2011           | не кваліфікувалася |
| 2013           | не кваліфікувалася |
| 2015           | не кваліфікувалася |
| 2017           | не кваліфікувалася |
| 2019           | не кваліфікувалася |
| 2021           | не визначено       |

### Юнацький кубок Азії з футболу
| Господар / Рік | Раунд              |
| -------------- | ------------------ |
| 1985           | знялася            |
| 1986           | не кваліфікувалася |
| 1988           | не кваліфікувалася |
| 1990           | не кваліфікувалася |
| 1992           | знялася            |
| 1994           | третє місце        |
| 1996           | переможець         |
| 1998           | груповий етап      |
| 2000           | переможець         |
| 2002           | відсторонена       |
| 2004           | чвертьфінали       |
| 2006           | не кваліфікувалася |
| 2008           | не кваліфікувалася |
| 2010           | груповий етап      |
| 2012           | груповий етап      |
| 2014           | груповий етап      |
| 2016           | чвертьфінали       |
| 2018           | чвертьфінали       |